# Thermischer Solarkollektor

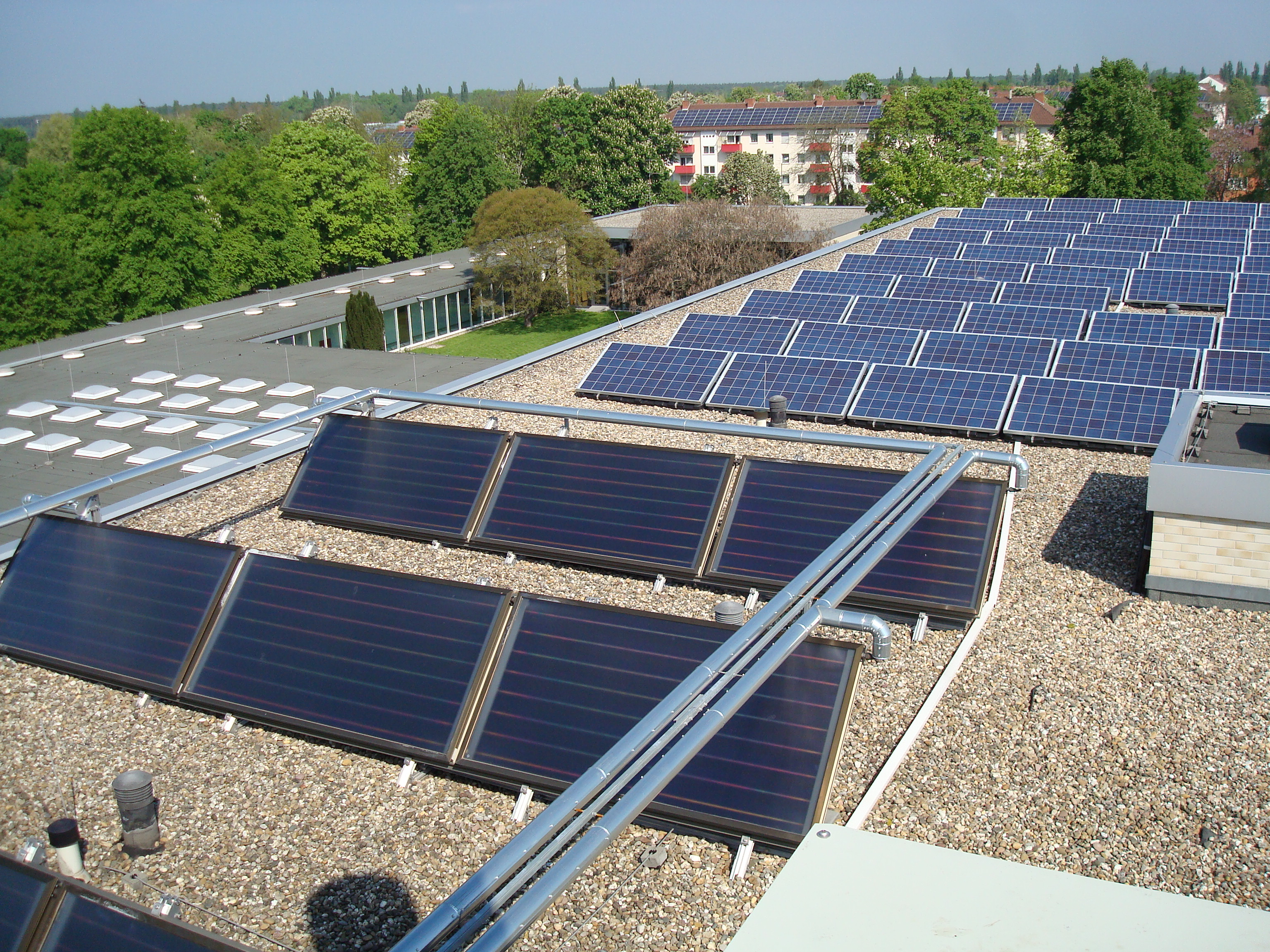
Vorne: Sonnenkollektoren auf dem Dach der Universität Speyer; dahinter Photovoltaikanlage

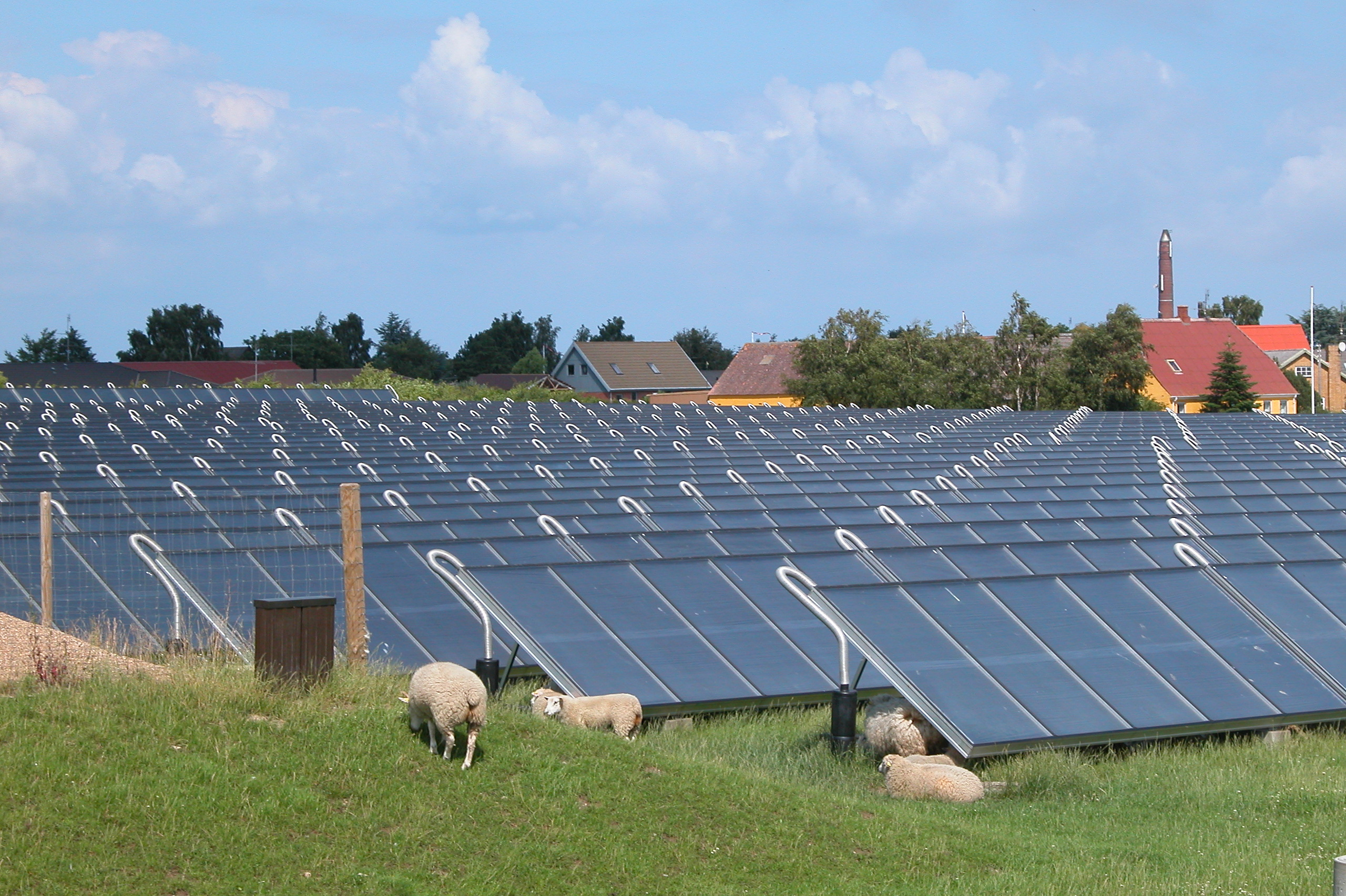
Solarthermiekollektoren des Wärmeverbundes Marstal als Freiflächenanlage

Ein thermischer Solarkollektor, von Laien auch als Sonnenkollektor oder Solarkollektor (lateinisch sol „Sonne“ und colligere „sammeln“) bezeichnet, wandelt Sonnenstrahlung in Wärmeenergie um. Die Wärme kann zur Heizung, Kühlung, zur Wasserdesinfektion, -entsalzung usw. verwendet werden. Solarkollektoren sind Teil einer thermischen Solaranlage.
Installiert werden können Solarkollektoren sowohl auf Gebäudedächern als auch als Freiflächenanlagen. Freiflächenanlagen werden insbesondere in Form von Großanlagen als Kernelement von solaren Fernwärmesystemen eingesetzt. In den Kollektoren wird meist ein flüssiger Wärmeträger (Öl, Wasser) aufgeheizt. Solarkollektoren, die Luft erwärmen, nennt man Luftkollektoren.
Zu den Sonnenkollektoren werden zuweilen auch Solarteiche gezählt, bei denen die Sonnenstrahlung eine wässrige Salzlösung aufheizt, die unter einer Süßwasserschicht liegt. Dagegen werden Vorrichtungen zur Gewinnung von elektrischer Energie in Photovoltaikanlagen nicht als Solarkollektor, sondern als Solarmodule bezeichnet.

## Prinzip des thermischen Sonnenkollektors

Durch den Anschluss der hier als graue Balken dargestellten Kollektoren im Tichelmann-System wird eine einheitliche Rohrlänge im Vor- und Rücklauf und somit eine gleichmäßige Durchströmung jedes einzelnen Kollektors erreicht.

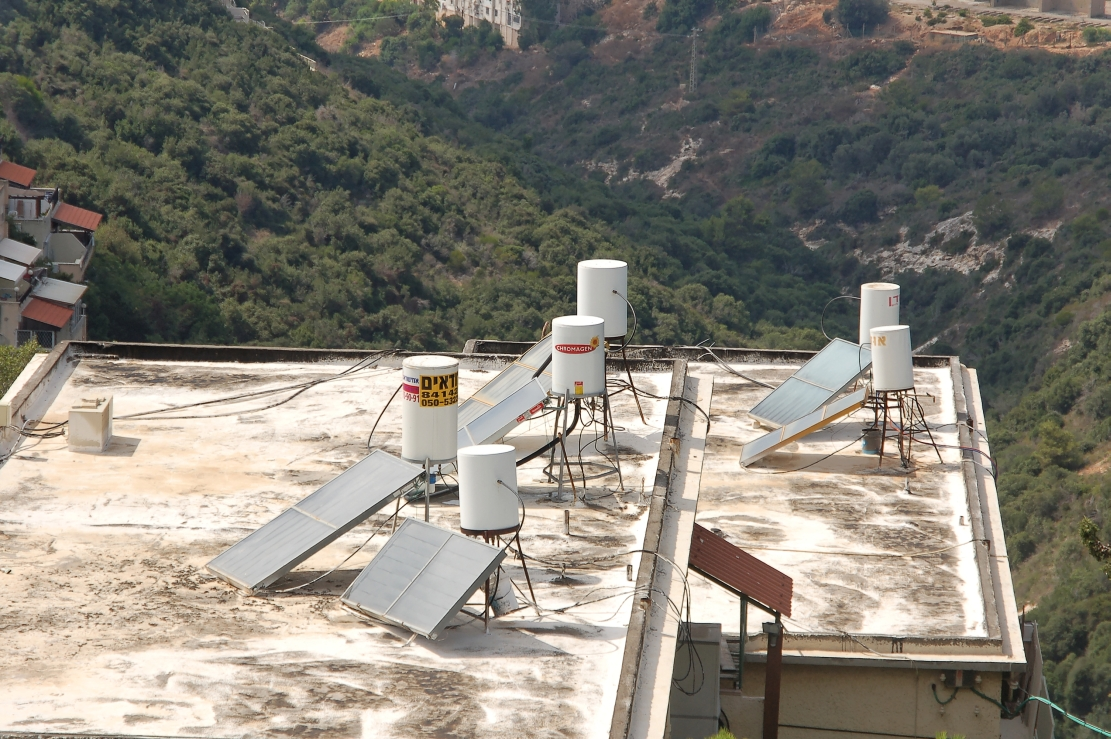
Thermosiphonkollektor in Haifa

Thermische Sonnenkollektoren erreichen bei der Verwertung der Sonnenstrahlung relativ hohe Wirkungsgrade – typischerweise zwischen 60 und 75 %. In Europa fallen bei Sonnenschein je nach Jahreszeit und Sonnenstand zwischen 200 und 1000 W/m² ein (siehe auch Solarkonstante).
Zentraler Bestandteil des Kollektors ist der Solarabsorber, der die Strahlungsenergie der Sonne in Wärme umwandelt und diese an einen ihn durchfließenden Wärmeträger abgibt. Mit Hilfe dieses Wärmeträgers wird die Wärme aus dem Kollektor abgeführt (z. B. über Wärmetauscher) und anschließend direkt verwendet oder gespeichert.
Um die unvermeidlichen Wärmeverluste zu reduzieren, ist eine gute Wärmedämmung des Absorbers gegenüber der Umgebung notwendig. Nach der Dämmtechnik unterscheidet man
- Flachkollektoren, die herkömmliches Dämmmaterial verwenden;
- Vakuumröhrenkollektoren, die die Dämmung durch ein Vakuum erreichen, aber teurer in der Anschaffung sind; und
- Vakuum-Flachkollektoren, d. h. flache Bauform, gutes Brutto/Netto-Flächenverhältnis und Vakuum-Dämmung.
- Einfachabsorber, die als Niedertemperatur-Kollektoren zur Schwimmbaderwärmung verwendet werden: Sie bestehen meist aus Kunststoff und sind in der Regel überhaupt nicht zusätzlich gedämmt.
- Die einfachste Bauart ist ein dunkler, wassergefüllter Behälter. Bei Sonnenschein erwärmen sich geeignete Behälter in wenigen Stunden bis fast zur Siedetemperatur, was im Süden seit Jahrhunderten genutzt wird. Sogar in Mitteleuropa kann ein gewöhnlicher Gartenschlauch im Sommer Wassertemperaturen von über 60 °C erreichen. Aus hygienischen Gründen sollte man diese Technik nicht für Trinkwasser anwenden.

Diese Kollektoren nehmen die Strahlung annähernd gleichmäßig aus allen Richtungen auf, sie müssen nicht der Sonne nachgeführt werden und liefern auch bei Bewölkung noch eine gewisse Leistung. Daneben gibt es konzentrierende Kollektoren, die nach dem Prinzip des Brennspiegels arbeiten und deutlich höhere Temperaturen erzielen. Parabolrinnenkollektoren in Sonnenwärmekraftwerken erreichen Temperaturen um 400 °C, mit denen ein Dampfkraftwerk betrieben werden kann. Derartige Verfahren sind nur bei starker direkter Sonneneinstrahlung (ohne Bewölkung) lohnend. Während man früher ausschließlich fest aufgestellte bzw. verankerte Kollektoren verwendete, gibt es nun auch Systeme, die der Richtung zur Sonne nachgeführt werden.
Der Sonnenkollektor ist der zentrale Bestandteil einer thermischen Solaranlage und wurde bis Anfang der neunziger Jahre meist nur zur Warmwasserbereitung genutzt, zunehmend findet auch eine Verwendung der Energie in der Raumheizung statt. In Verbindung mit einem Niedrigenergiehaus und einem Saisonwärmespeicher kann die Raumheizung sogar vollständig mittels Solarkollektoren erfolgen.
Werden mehrere Sonnenkollektoren parallel geschaltet, müssen diese gemäß Tichelmann-System angeschlossen werden, um eine möglichst gleichmäßige Durchströmung sicherzustellen.
Ein Thermosiphonkollektor arbeitet ohne Pumpe nach dem Schwerkraft-Umlaufprinzip: Im Kollektor wird Wasser erwärmt und steigt nach oben, beim Abkühlen sinkt es wieder nach unten (Naturumlauf). Umgekehrt als bei der dasselbe Prinzip nutzenden Schwerkraftheizung muss sich der Speicher daher oberhalb des Sonnenkollektors befinden. Der Thermosiphonkollektor hat häufig bereits einen Warmwasserspeicher integriert und stellt damit eine komplette einfache Solaranlage dar. Solche Anlagen sind vor allem in südlichen Ländern (Griechenland, Türkei, Israel, Australien) auf vielen Dächern zu finden, denn der exponiert über der Dachhaut liegende Speicher würde in kälteren Ländern zu schnell auskühlen. Zudem ist es aus Gewichtsgründen schwierig, einen Speicher auf dem Dach zu montieren, dessen Kapazität in Ländern mit saisonal geringer Sonnenscheindauer und -intensität ausreicht.
Die Thermosiphonanlage ist nicht zu verwechseln mit dem Thermosiphonspeicher, bei dem das Thermosiphon-Prinzip genutzt wird, um einen Warmwasserspeicher mit optimaler Temperaturschichtung solar zu beladen.

## Aufbauschema

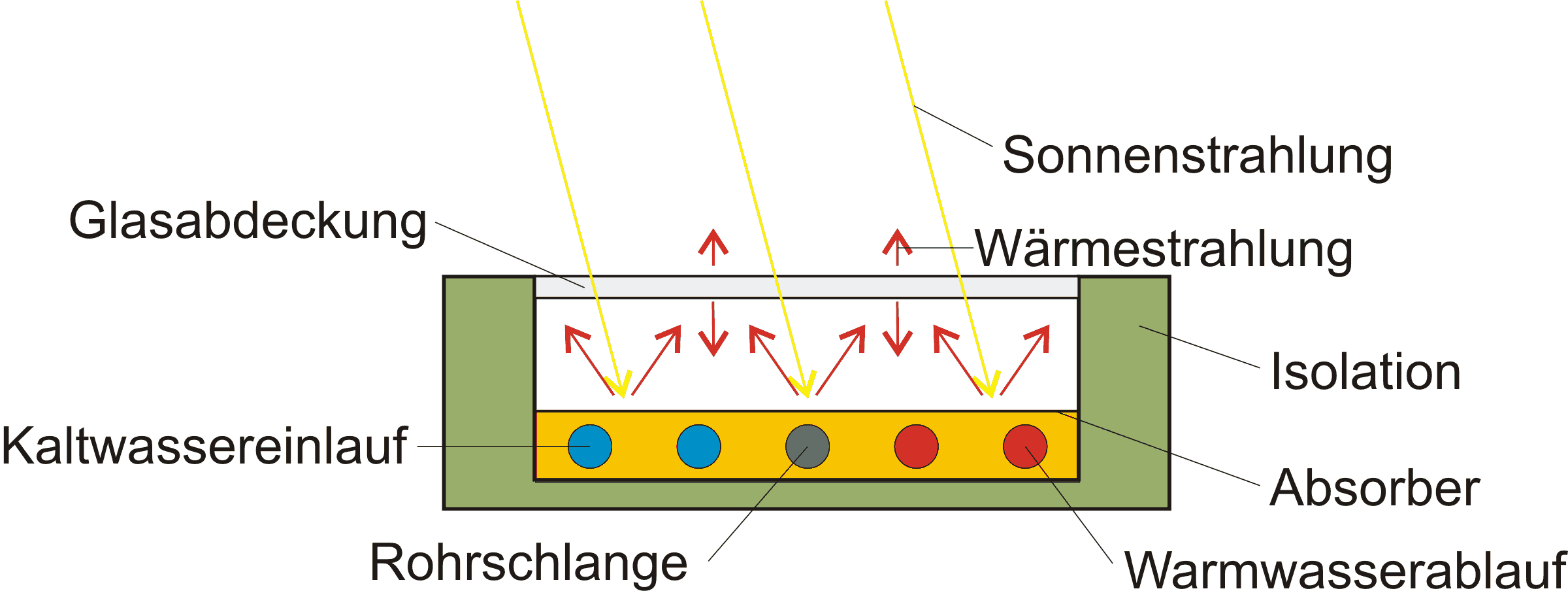
Schema eines Flachkollektors

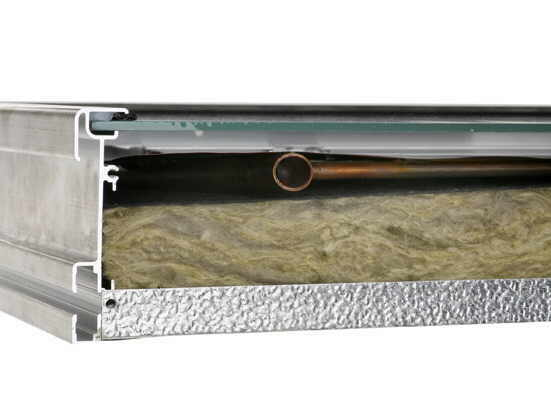
Schnittbild eines Flachkollektors

Das Schema zeigt den Aufbau eines Flachkollektors mit den wichtigsten Bauteilen. Die durch eine Glasplatte einfallenden Sonnenstrahlen treffen auf einen Solarabsorber. Beim Auftreffen der Sonnenstrahlen wird nahezu der gesamte Spektralbereich des Lichtes absorbiert. Die dabei freiwerdende Wärme soll nicht verloren gehen, weshalb der Kollektor allseitig wärmegedämmt ist. Die konvektive Wärmeabgabe nach vorn wird durch eine oder zwei Glasscheiben verringert. Bei Vakuumkollektoren ist sie ganz unterbunden.
Wärme, die aufgrund der Eigentemperatur des Absorbers von diesem wieder abgestrahlt wird, kann durch die Glasscheibe zumindest zurückgehalten werden, da Glas für die höhere Wellenlänge nicht transparent ist (wellenlängenselektive Transparenz, Treibhauseffekt) – es bildet sich ein Strahlungsgleichgewicht aus. Für Solarkollektoren wird oft spezielles Solarglas verwendet, es ist transparenter als Fensterglas, widersteht den Temperatur-Inhomogenitäten besser und degradiert weniger durch ultraviolettes Licht und Alterung.
Der Absorber kann insbesondere bei Vakuumkollektoren eine wellenlängenselektive Absorption aufweisen, sodass einerseits eine hohe Absorption für Sonnenlicht besteht und andererseits im Mittleren Infrarot ein geringer Emissionsgrad vorliegt und dafür sorgt, dass weniger Wärmestrahlung emittiert wird.
Der erhitzte Absorber überträgt die Wärme auf eine in fest mit dem Absorber verbundenen Kupfer- oder Aluminiumrohren strömende Wärmeträgerflüssigkeit (Wasser/Glycol, Sole, Öl, sogenannte Solarflüssigkeit). Sie transportiert die Wärme zu einem Verbraucher oder einem Wärmespeicher. Es gibt Solarkollektoren mit offenem Flüssigkeitskreislauf, bei denen der Absorber direkt vom zu erwärmenden Wasser durchströmt wird (vor allem bei Thermosiphonanlagen). In Regionen mit größerer Frostgefahr werden jedoch in der Regel getrennte Flüssigkeitskreisläufe verwendet. Dem in sich geschlossenen Solarkreislauf, auch als Primärkreislauf bezeichnet, wird dabei ein Stoff beigemengt, der den Gefrierpunkt herabsetzt – zum Beispiel das ungiftige Propylenglycol. Die Wärme wird dann über einen Wärmetauscher z. B. auf das Heizwasser oder das Wasser des Wärmespeichers übertragen.

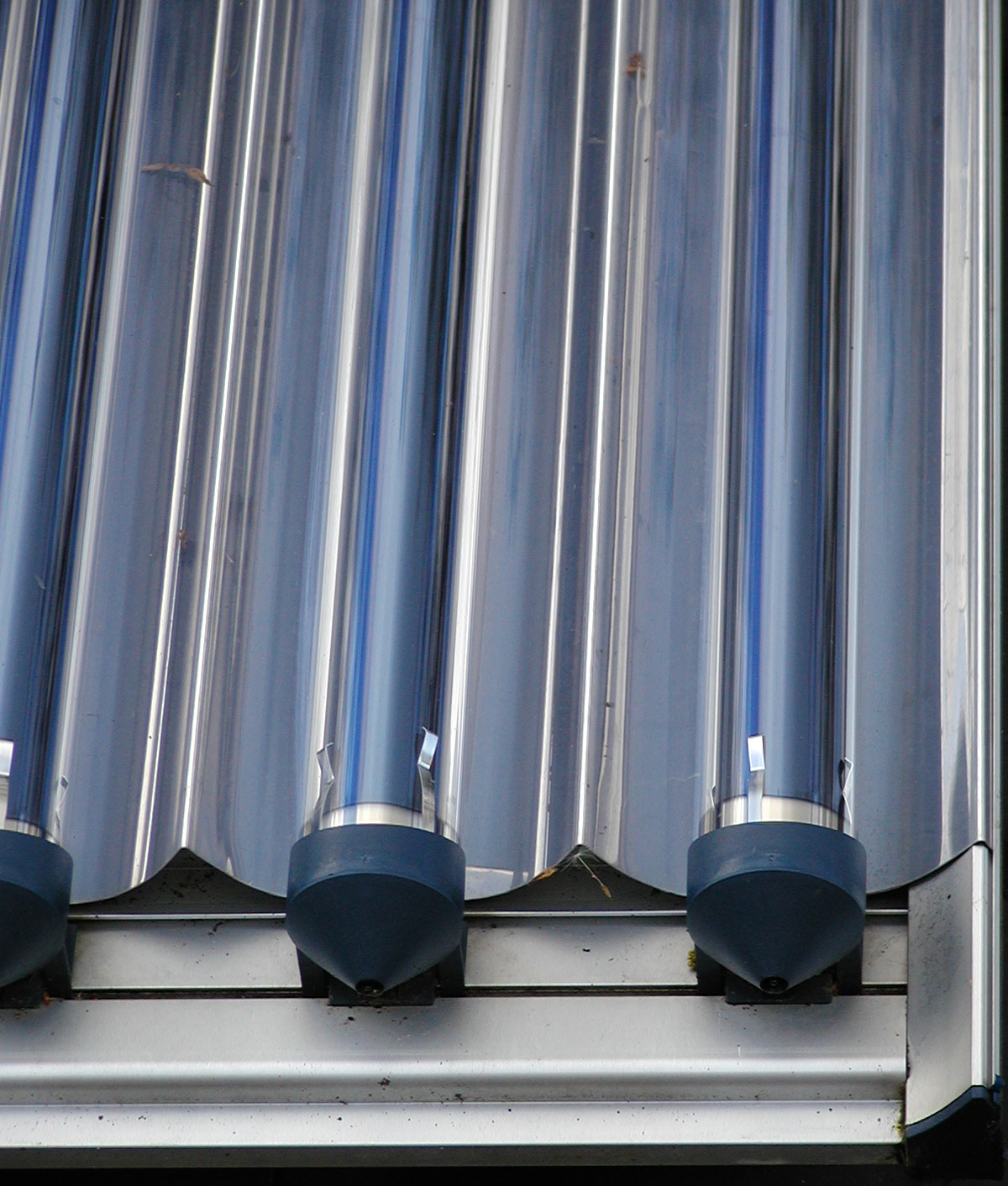
CPC-Vakuumröhrenkollektor

In Vakuumröhrenkollektoren wird die Wärmedämmung durch einen evakuierten Raum innerhalb des Glases verbessert: Wärmeenergie kann nur durch Strahlung, nicht aber durch Konvektion oder Leitung wieder an die kältere Umgebung abgegeben werden. Um den Druckkräften standzuhalten, werden runde Glasröhren verwendet.

## Absorbertechnik
Der Solarabsorber ist ein Hauptbestandteil eines thermischen Sonnenkollektors. Er dient zur Absorption der Sonnenstrahlung.
Die Solarabsorber befinden sich auf Blechen aus Aluminium oder Kupfer. Unterstützt durch eine selektive Beschichtung erwärmt sich dieser Absorber im Sonnenlicht; diese Wärme wird durch eine in Rohren am Absorber strömendes Fluid (Solarflüssigkeit oder Luft) aufgenommen und zur Nutzung oder einem Wärmespeicher transportiert. Der Solarkollektor muss eine gute Wärmedämmung haben (mittels Vakuum oder mittels geeigneter Dämmmaterialien), um Wärmeverluste zu vermeiden und eine höhere Arbeitstemperatur zu erhalten.

### Absorbertypen

#### Dachpfannenabsorber
Der Dachpfannenabsorber ist eine Absorberbauform, die die Optik des Daches nicht beeinträchtigen soll. Es handelt sich um offene Aluminium-Vollflächen-Absorber in Form eines Dachsteines. Die Absorber leiten die Wärme über Wärmeleitbleche auf ein zuvor installiertes Rohrsystem ab, das sich unter den Dachziegeln auf der Dachlattung befindet und mit einer Wärmeträgerflüssigkeit durchströmt wird. Bei der Montage müssen die Dachpfannenabsorber per Leitblech auf dem Dachziegel nur noch aufgeklickt werden. Dachpfannenabsorber sind aufgrund fehlender Abdeckung robust, können jedoch weder die Absorptionsleistung noch die Isolation anderer Kollektoren erreichen, weshalb sie wenig effizient sind.

#### Schwimmbadabsorber/Absorbermatten
Sogenannte Schwimmbadabsorber sind Matten aus UV-beständigem schwarzem Kunststoff, die in der Nähe von Swimmingpools oder Freibädern ausgelegt oder aufgestellt werden. Die Matten bestehen aus Schläuchen oder aus einer Plattenheizkörper-ähnlichen Form aus Polyethylen, durch die das Schwimmbadwasser direkt hindurchgepumpt wird – dadurch wird ein Wärmetauscher überflüssig. Im Vergleich zu anderen Kollektoren erreichen solche Absorbermatten nur moderate Temperaturerhöhungen, was aber bei dem genannten Verwendungszweck nicht ins Gewicht fällt.

#### Flächen- oder Plattenabsorber
Der Absorber hat die Form einer Platte (Flachkollektor). Die Wärmeüberträgerflüssigkeit wird durch Kupferrohre geführt, die mit den Plattenabsorbern durch Löten, Schweißen oder Falzen verbunden sind, um die Wärmeleitfähigkeit sicherzustellen. Eine andere Bauform sind aufeinander gelegte und miteinander verbundene profilierte Kupferplatten, deren Profilzwischenraum von der Trägerflüssigkeit direkt durchströmt wird (Streifenabsorber, auch sunstrip genannt). Sie sind großtechnisch einfach und effizient herstellbar.

#### Röhrenabsorber
Als Röhrenabsorber werden solche Bauweisen bezeichnet, bei denen das von der Wärmeträgerflüssigkeit durchflossene Rohr selbst als Absorber dient bzw. nur durch verhältnismäßig schmale zusätzliche seitliche Absorberflächen ergänzt wird. Röhrenabsorber finden sich beispielsweise in bestimmten Bauformen von Vakuumröhrenkollektoren, bei denen in den vakuumierten Glasröhren ein wasserführendes Absorberrohr verläuft, ggf. durch ein schmales angelötetes Absorberblech ergänzt. Auch Schwimmbadabsorber (siehe oben) werden gelegentlich als Röhrenabsorber bezeichnet, wenn sie aus dicht nebeneinander laufenden Schläuchen bestehen.

#### Hybridabsorber
PV/T- oder auch PVT-Systeme kombinieren Photovoltaik (PV) mit thermischer (T) Nutzung der Sonnenenergie. Die PV-Zellen – besonders die aus kristallinem Silizium – haben jedoch mit steigender Temperatur sinkende Wirkungsgrade. Daher sind besonders Niedertemperatursysteme für PVT geeignet. In der Regel wird zwischen der offenen und der abgedeckten PVT-Bauweise unterschieden. Bei ersterer kann Umgebungsluft zwischen Solar- und Thermiemodul einströmen; die Bauweise ist für Solarthermie optimiert. Eine abgedeckte Bauweise ohne Zwischenraum zwischen den Modulen ist dagegen primär auf die Stromgewinnung ausgelegt.

#### Luftabsorber
Möglich ist auch die Verwendung von Luft als Wärmeträger. Man spricht dann von einem Luftkollektor. Die erhitzte Luft wird meist direkt in den zu heizenden Raum gepumpt und dient sowohl der Belüftung als auch der Heizung.

#### Massivabsorber
Massivabsorber sind in der Regel Teil des Bauwerks. Eine massive Mauer, Wand- oder Dachfläche wird durch Solarstrahlung und Umgebungsluft erwärmt. Im Inneren des Bauteils verlaufen Rohrleitungen mit Wärmeträgerflüssigkeit. Die in der Flüssigkeit gespeicherte Wärmeenergie wird meist durch eine Wärmepumpe auf ein höheres Temperaturniveau gebracht.

### Beschichtungen
Um eine möglichst hohe Absorption der Sonnenstrahlung zu erreichen, erscheint die der Sonne zugewandte Oberfläche des Absorbers idealerweise schwarz. Dafür ist schwarze Farbe geeignet, besser ist jedoch ein selektiver Absorber, der die Energie der hauptsächlich im sichtbaren Spektralbereich strahlenden Sonne möglichst gut aufnimmt und die längerwellige Wärmeabstrahlung des Absorbers nur schlecht abgibt. Dazu muss der Emissionsgrad bzw. der Absorptionsgrad (sie sind zueinander äquivalent) für Licht möglichst groß (nahe eins) sein und im für die Abstrahlung relevanten Wellenlängenbereich klein (nach dem Planckschen Strahlungsgesetz und dem Wienschen Verschiebungsgesetz bei 100 °C um 8,5 µm).
Lange wurden dafür Schwarznickel oder Schwarzchrom, selektive galvanisch aufgebrachte Schichten bestimmter Struktur, eingesetzt, die im Mittleren Infrarot einen Emissionsgrad von 10…18% haben. Sehr vereinfacht gesagt besteht die Struktur aus mikroskopischen Metallhärchen, die das Sonnenlicht zwischen sich einfangen, jedoch aufgrund ihrer geringen Größe bei größeren Wellenlängen wenig emittieren.
Stark selektive Beschichtungen wie Tinox (Titan-Nitrid-Oxid-Beschichtung), Sunselect, Mirotherm und eta plus (Cermet-Beschichtung), und andere haben meist eine bläulich-schimmernde Farbe. Sie erreichen mit 91…96% Absorption für Licht ähnlich hohe Werte wie die früher verwendete Schwarzchrom-Beschichtung, jedoch zugleich deutlich niedrigere Infrarot-Emissionsgrade (um 5 %), verlieren also weniger Wärme durch Abstrahlung. Dadurch erreichen sie eine deutlich höhere Effizienz als schwarz lackierte Absorber und auch als schwarzchrom-beschichtete Absorber.
Absorberschichten müssen langfristig hitze- und UV-beständig sein. Als Trägermetall kommen Aluminium und Kupfer zur Anwendung.
Selektive Dünnschicht-Absorber gelten auch wegen des Verzichts auf galvanische Prozesse, geringeren Herstellungs-Energiebedarfes pro Fläche und unproblematischem Recycling als umweltfreundlicher.
In heißen Ländern werden häufig Absorber eingesetzt, die mit Solarlack beschichtet sind. Dieser schwarze Lack ist sehr hitzebeständig, jedoch ist der Emissionsgrad im mittleren Infrarot wie bei allen Lacken sehr hoch – ein Teil der eingefangenen Wärme wird daher wieder abgestrahlt.

Tinox- und Cermet-Beschichtungen lassen sich bisher nur auf Kupfer aufbringen. Für Aluminiumblech ist eine Beschichtung aus Nickeloxid entwickelt worden.

### Stagnationstemperatur
Ist jene Temperatur, die der Kollektor bei Normeinstrahlung von 1000 W/m² im Leerlauf ohne Solarflüssigkeit erreicht. Die Höhe der Stagnationstemperatur des Kollektors hängt von dessen Güte ab. Meistens findet man in den Zertifikaten von Kollektoren Temperaturen, die sich zwischen 170 und 230 Grad Celsius bewegen; bei einigen Kollektoren wird diese Temperatur mit über 300 °C angegeben. Je besser ein Kollektor isoliert ist, desto höher ist diese Temperatur. Jeder Kollektor muss so konstruiert sein, dass er diese Extremtemperaturen auch schadlos übersteht. Eine beschleunigte Alterung tritt jedoch, je nach Konstruktion und Fabrikat, mehr oder weniger immer auf. Sammelrohre aus Kupfer verzundern bei wiederholt andauernder Stagnation. Es gibt auch Kollektoren mit Edelstahlsammelrohren. Wird ein in Stagnation befindlicher Kollektor mit kalter Solarflüssigkeit befüllt, so kann die plötzliche Abkühlung zu Schäden führen. Eine Neubefüllung sollte daher bei abgedecktem Kollektor oder in den frühen Morgenstunden oder am Abend erfolgen.

## Geschichte

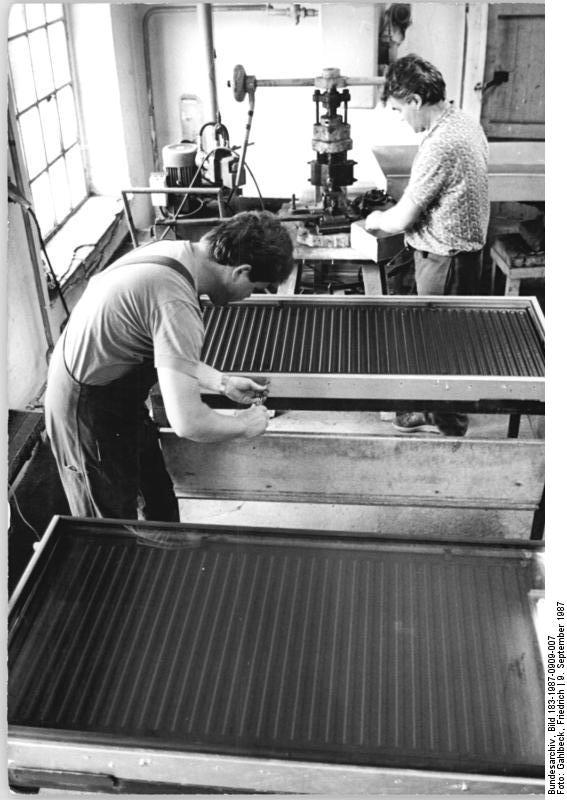
Montage von Sonnenkollektoren (1987)

Das Prinzip der Solarthermie wird seit langem angewandt: Brenn- und Hohlspiegel gab es schon in der Antike. Die Verwendung von Sonnenenergie geht auf den griechischen Mathematiker und Erfinder Archimedes von Syrakus (285–212 v. Chr.) zurück, der angeblich mit Hilfe von Brennspiegeln die römische Flotte in Brand setzte.
Im 18. Jahrhundert erfand der Naturforscher Horace-Bénédict de Saussure die Vorläufer der heutigen Solar-Kollektoren. Er baute im 18. Jahrhundert einen einfachen Holzkasten mit schwarzem Boden und Glasabdeckung. Mit diesem ersten Sonnenkollektor erreichte er eine Temperatur von 87 °C.
Mitte des 19. Jahrhunderts entwickelte der Franzose Augustin Mouchot die Solarkollektoren de Saussures weiter und kombinierte sie mit Brennspiegeln. 1878 stellte er auf der Pariser Weltausstellung eine Solar-Dampfmaschine vor. Er schlug vor, mit Hilfe dieser Dampfmaschinen die Sonnenenergie in Elektrizität umzuwandeln.

## Einsatzbereiche: Haushalt bis Industrie

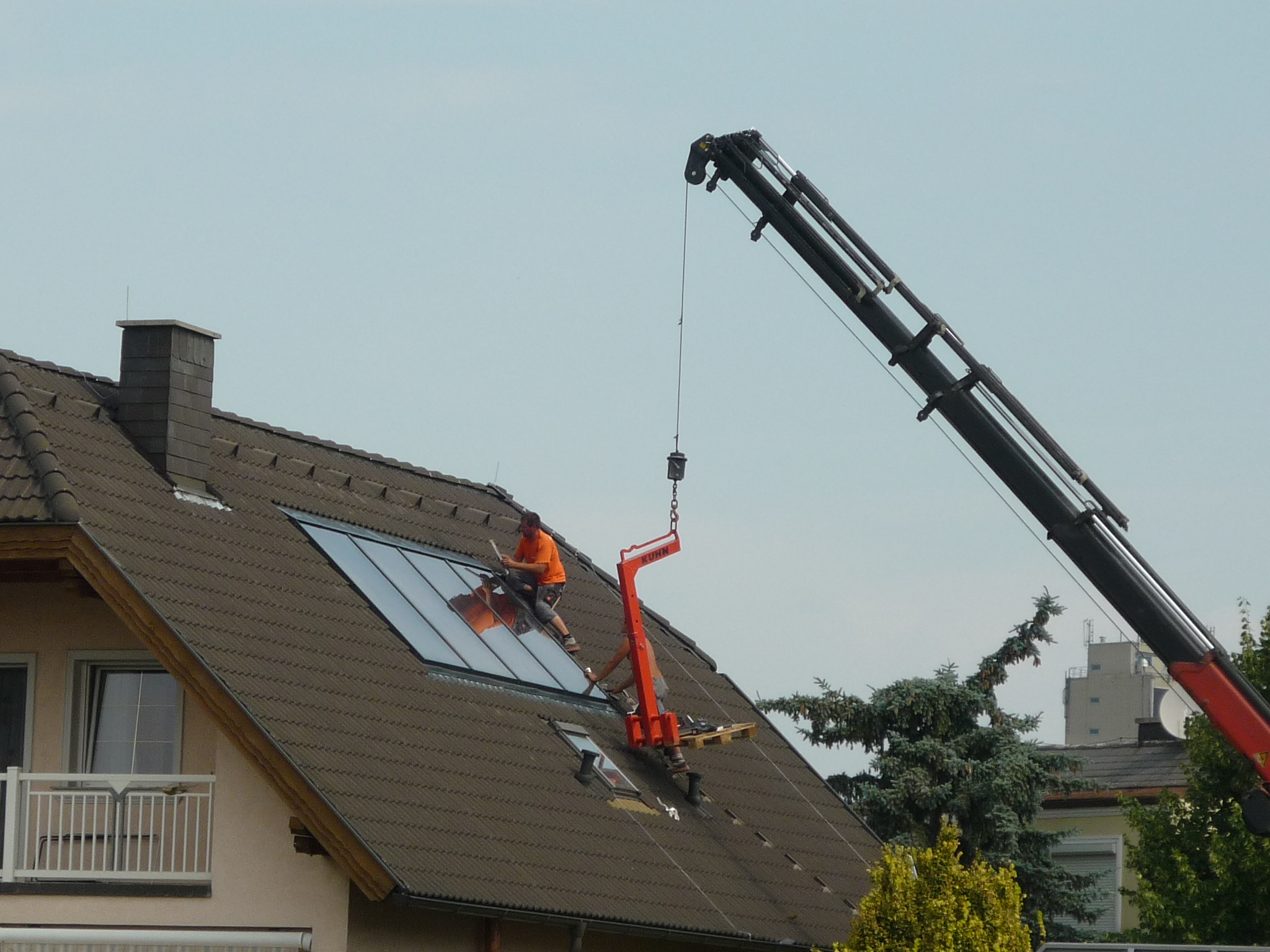
Sonnenkollektor wird montiert

Die bekannteste und häufigste Anwendung der Solarwärme ist die Warmwasserbereitung im Privathaushalt. Bei geeigneter Auslegung von Kollektorfläche und Speichervolumen reicht sie in Mitteleuropa während des gesamten Sommerhalbjahres zum Waschen und Baden. Theoretisch kann die Solarwärme auch das ganze Jahr über den Bedarf eines Haushalts decken, allerdings wird dann die Anlage entweder sehr viel größer und liefert im Sommer sehr viel mehr Wärme, als genutzt werden kann, oder man benötigt einen Saisonwärmespeicher. Effiziente Anlagen können auch im Winterhalbjahr konventionelle Wärmequellen ergänzen. Der Anteil einer Solaranlage an der Warmwasserbereitstellung liegt über das Jahr gesehen zwischen 50 und 60 %, was ca. 14 % des Heizenergiebedarfs entspricht.
Die ersten großflächigen Anwendungen waren seit der Energiekrise der 1970er Jahre die Beheizung von öffentlichen und zunehmend auch privaten Schwimmbädern. Ein weiterer Aufschwung in der Verbreitung der Warmwasserkollektoren in Deutschland wurde nicht zuletzt durch verschiedene Förderprogramme des Bundes und der Länder erreicht. Auch Industriebetriebe nutzen die Sonnenstrahlung seit langem als Prozesswärme. So ist u. a. das Anwärmen von Biomassekulturen – etwa zur Erzeugung von Biogas – produktionsreif. Werden höhere Verfahrenstemperaturen benötigt, kommen Parabolrinnen-Kollektoren in Frage.

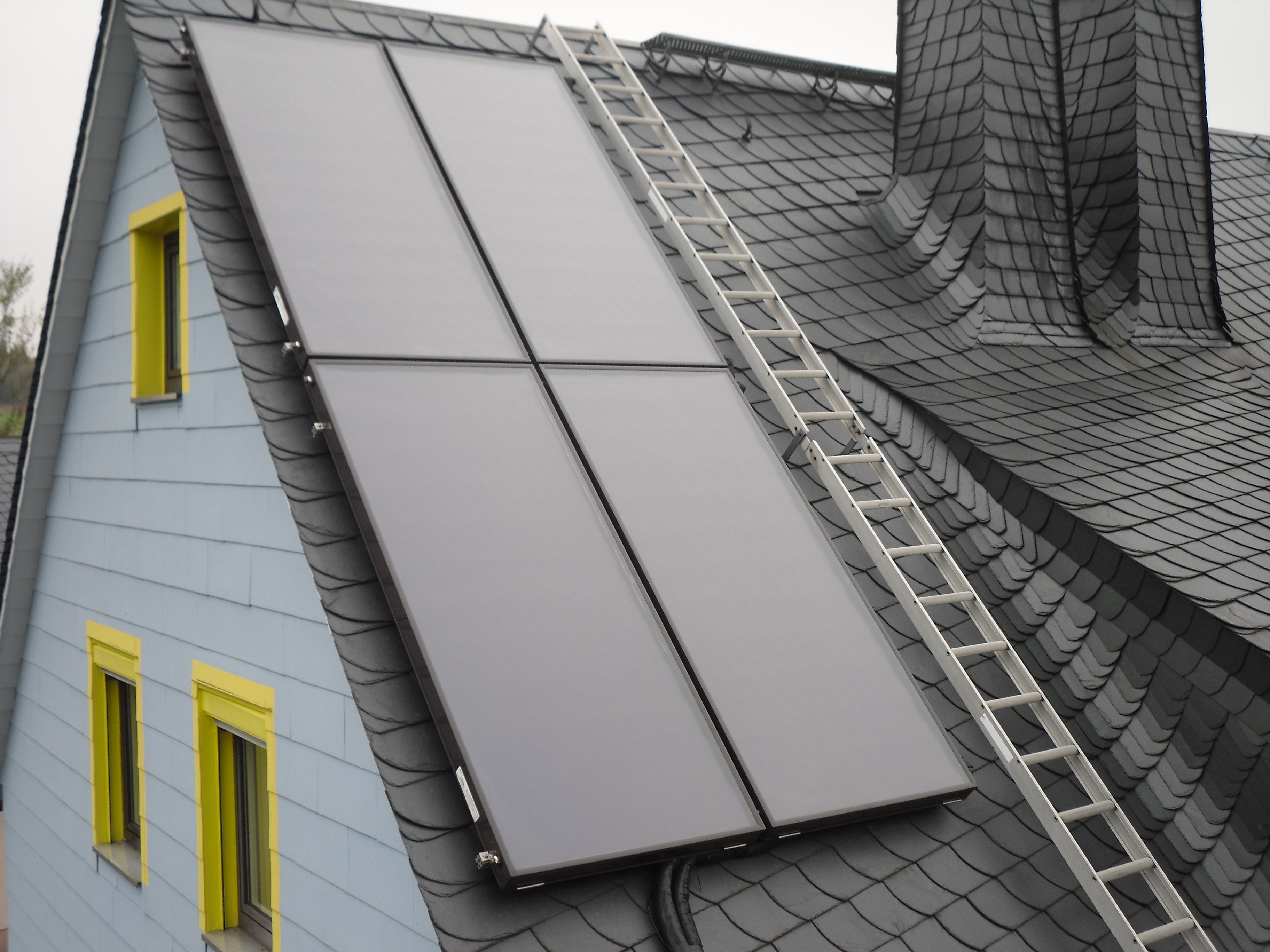
Vier Kollektoren auf einem Hausdach

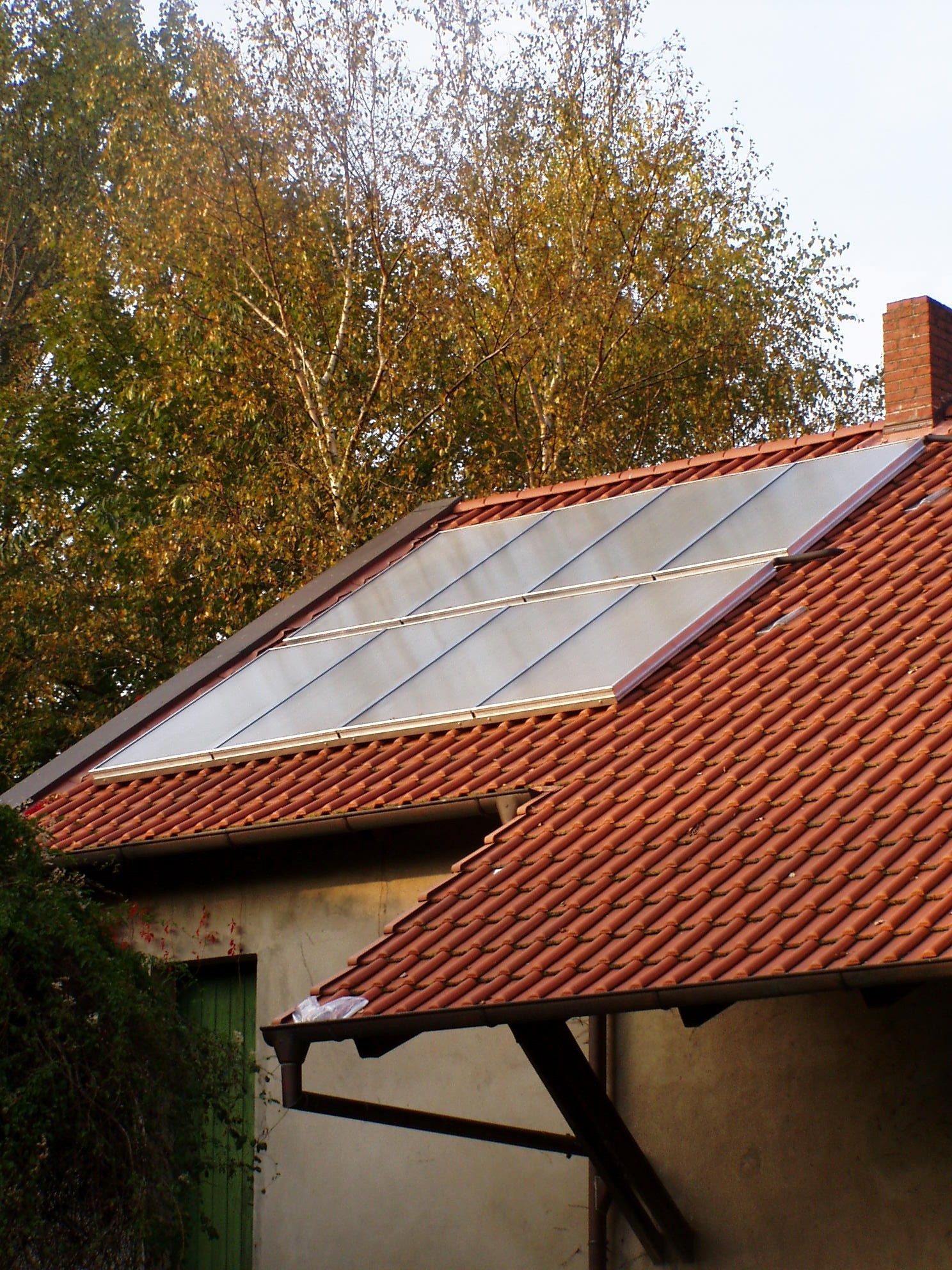
Acht Kollektoren auf einem Hausdach

Zur Raumheizung sind größere Kollektoranlagen sinnvoll. Bei herkömmlichen Heizungen kann sie im Jahresschnitt durchaus zweistellige Prozentsätze zur Heizenergie beitragen und daher die Heizkosten merklich senken. Setzt man auch einen Saisonwärmespeicher ein, ist es sogar möglich, im Sommerhalbjahr so viel Wärme zu speichern, dass der Heizenergiebedarf das ganze Jahr über gedeckt werden kann. Einschränkungen ergeben sich nur bei zu niedriger montierbarer Kollektorfläche im Verhältnis zum Jahres-Heizenergiebedarf, etwa bei mehrgeschossigen Häusern. Saisonwärmespeicher nutzen die Wärmekapazität von Wasser, Kies oder Beton oder die Latenzwärme von Sole oder Paraffin. Häuser mit passiv solarer Bauweise oder Sonnenkollektoren und Saisonwärmespeicher werden auch unter dem Begriff Sonnenhaus geführt.
Um auch an bewölkten und regnerischen Tagen genügend Warmwasser sicherzustellen, ist in der Thermischen Solaranlage ein Warmwasserspeicher mit Wärmetauscherfunktion eingebaut, der für einzelne Haushalte – je nach Personenanzahl (Familiengröße) und Nutzungsverhalten – von etwa 300 bis 1500 Liter Wasserfüllung reicht. Bei größeren Wohneinheiten, Krankenhäusern, Hotels usw., die wegen der Größe und der deutlich kontinuierlicheren Nutzung relativ günstige Amortisationszeiträume haben können, kommen oft angepasste Industriespeicher zum Einsatz. Um einen höheren Wärmebedarf oder bei bedecktem Himmel mangelnde Wärme aus dem Kollektor zu kompensieren, ist im Warmwasserspeicher entweder ein Heizstab eingebaut oder der Speicher ist über einen weiteren eingebauten Wärmetauscher mit dem Heizkessel des Hauses verbunden.

## Solarballons

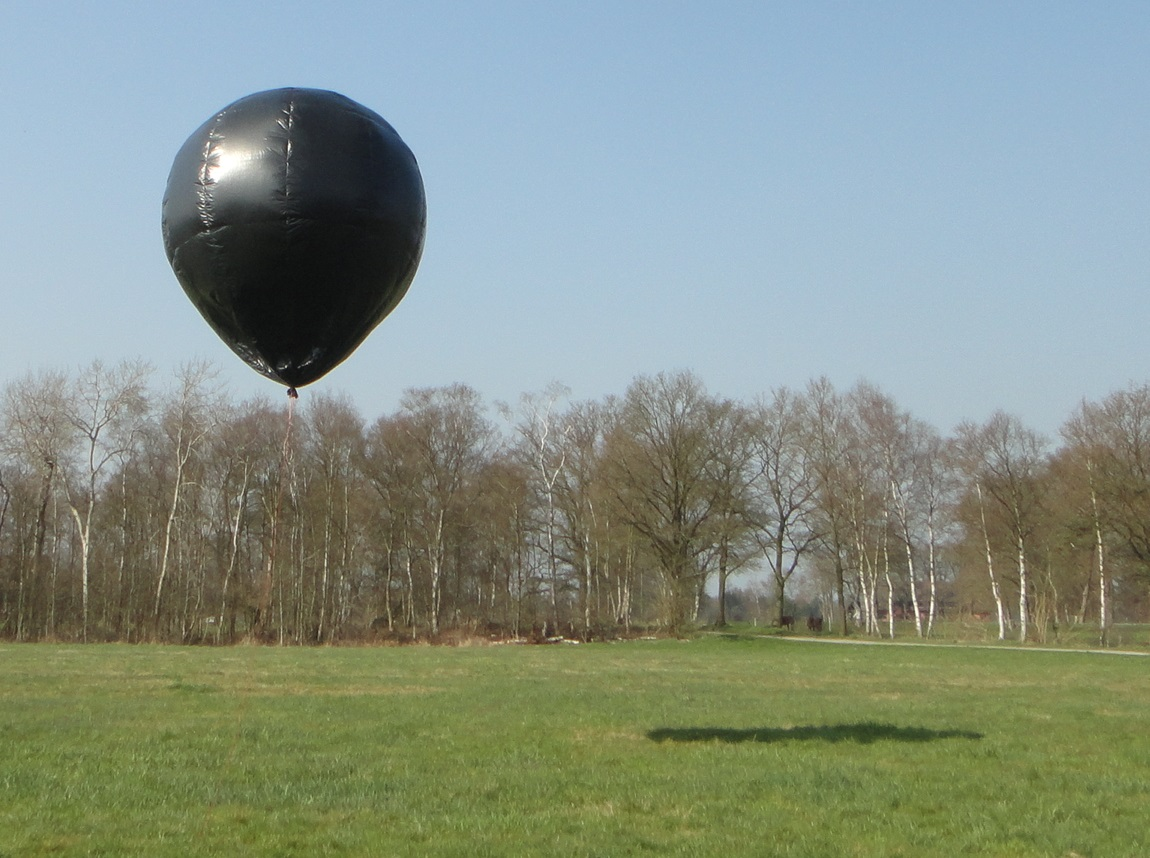
18-m³-Solarballon schwebt über einer Wiese

Die schwarze Hülle eines Solarballons besteht meist aus dünner leichter Plastikfolie. Im Innern des Solarballons ist normale Umgebungsluft, deren Dichte durch die Erwärmung sinkt. Demzufolge ist der Solarballon eine Unterart des Heißluftballons. Der so entstehende Auftrieb liegt typischerweise um die 100 Gramm pro Kubikmeter, selten höher.

## Wirtschaftliche Betrachtung
Sonnenkollektorsysteme sind generell vor allem hinsichtlich der niedrigen Betriebskosten attraktiv, da sie ohne einen Brennstoffbedarf nur geringe laufende Kosten verursachen. Darüber hinaus fällt alle zwei Jahre eine Wartungsüberprüfung an. Anders als bei der passiven Solararchitektur, die schon den Entwurf der Gebäudehülle betrifft, lassen sich Kollektorsysteme oft einfach in bestehende Gebäude integrieren, weswegen die wirtschaftliche Abwägung bei Altbauten oft nur zwischen einem Sonnenkollektorsystem oder anderen aktiven Heizungsformen stattfindet. Bei einem solchen Vergleich sollten grundsätzlich auch die Umweltauswirkungen einbezogen werden. Auch ist das System sehr einfach zu handhaben, da z. B. keine Restasche entfernt werden muss, wie etwa bei vielen Pelletheizungen.
Da der Heizenergiebedarf aber schon durch die Gebäudedämmung beeinflusst werden kann, ist eine ausschlaggebende Frage, ob man verfügbare Mittel generell in eine größer bemessene Heizung oder stattdessen in bessere Wärmedämmung investiert. Die Antwort hängt von der vorhandenen Dämmung sowie den baulichen Möglichkeiten zur Anbringung einer größeren Kollektorfläche bzw. dem Einsatz anderer Heizungsformen ab, einschließlich des vollständigen Verzichts auf eine Heizung bei Neubauten mit passiver Solararchitektur.
Bei der Auslegung einer Heizung muss man zwischen dem alleinigen Einsatz mit bestimmten Saisonwärmespeichern, und dem kombinierten Einsatz mit einer anderen Heizungsform unterscheiden. Die Wahl der Technologie für die saisonale Zwischenspeicherung ist mitbestimmend für die Wirtschaftlichkeit des Gesamtsystems. Die klassische Beschränkung eines Kollektorsystems auf „Trinkwassererwärmung und Heizungsunterstützung“ kann grundlegend falsch sein, sofern die Anschaffungskosten für den Saisonwärmespeicher nur gering genug sind. Hier muss man von dem konkreten Produktpreis für das jeweilige Gesamtsystem ausgehen sowie Lebensdauer und laufende Kosten berücksichtigen. Oft lässt sich gerade durch die technisch vergleichsweise einfache saisonale Zwischenspeicherung der Wärme, etwa mit weitgehend verlustfreien thermochemischen Wärmespeichern, großen oder zumindest gut isolierten Puffer-Wärmespeichern, oder ebenfalls verlustarmen Latentwärmespeichern niedrige Gesamtkosten erreichen. Auch eine mögliche Nachführung der Kollektoren, oder eine Änderung des Aufstellwinkels zum Winter hin, kann das Preis-Leistungs-Verhältnis beeinflussen.
In Deutschland wurden 2014 Sonnenkollektoren mit einer Gesamtfläche von 900.000 m² neu installiert, in Österreich lag 2013 die neu installierte Gesamtfläche bei 150.000 m².

## Energetische Amortisation
Sonnenkollektorsysteme verursachen während des Betriebes keine direkten Emissionen und verringern im Vergleich mit konventionellen Heizungssystemen CO2- und Feinstaub-Emissionen. Bereits in wenigen Monaten hat ein Kollektor die gleiche Menge an Energie der Heizung zugeführt, die für die Produktion usw. des Kollektors aufgewendet werden musste. Abhängig von Standort (d. h. jährlicher Solarstrahlung) und verwendeter Technik (verglaster und unverglaster Kollektoren) liegt die Energetische Amortisationszeit zwischen 2 und 12 Monaten, die Kohlenstoffdioxidrücklaufzeit bei 1–2 Monaten für unverglaste und 12 und 30 Monaten für verglaste Kollektoren.